# Yanagawa
Yanagawa (柳川市, Yanagawa-shi) est une ville située dans la préfecture de Fukuoka, sur l'île de Kyūshū, au Japon.

## Géographie

### Situation
Yanagawa est située à l'extrême sud-ouest de la préfecture de Fukuoka.

### Démographie
En mai 2020, la population de Yanagawa s'élevait à 65 211 habitants répartis sur une superficie de 77,15 km2.

### Hydrographie
Yanagawa est parcourue par 470 km de canaux qui donnent à la ville le surnom de « Venise de Kyūshū » ou « Venise de l'Orient ». Ces canaux ont été creusés à l'origine pour irriguer les champs depuis le fleuve Chikugo. Ils sont devenus aujourd'hui une attraction touristique. Le réalisateur d'animation Isao Takahata leur a consacré un documentaire.
La ville est bordée par la mer d'Ariake au sud-ouest.

## Histoire
Yanagawa s'est développée à l'époque d'Edo au sein du domaine de Yanagawa. Le bourg de Yanagawa est créé en 1889 et obtient le statut de ville en 1952.

## Transports
Yanagawa est desservie par la ligne Tenjin Ōmuta de la Nishitetsu. La gare de Nishitetsu Yanagawa est la principale gare de la ville.

## Personnalités liées à la ville
- Unryū Kyūkichi (1822-1890), sumotori
- Shiranui Kōemon (1825-1879), sumotori
- Tomishige Rihei (1837-1922), photographe
- Hakushū Kitahara (1885-1942), poète
- Iwata Nakayama (1895-1949), photographe
- Isamu Sonoda (né en 1946), judoka
- Kōriki Jōjima (né en 1947), homme politique
- Hideaki Tokunaga (né en 1961), chanteur
- Eiji Kabashima (né en 1969), chorégraphe
- Satoshi Tsumabuki (né en 1980), acteur

## Filmographie
- L'Histoire des canaux de Yanagawa, réalisé par Isao Takahata, produit par Hayao Miyazaki, documentaire mêlant prises de vue réelles et animation, studio Ghibli, 1987.